# Córsega e Sardenha
Córsega e Sardenha (em latim: Corsica et Sardinia) foi uma província da Roma Antiga localizada no território das ilhas de Córsega e Sardenha.

## Período pré-romano
Os fenícios foram os primeiros a criar entrepostos comerciais nas ilhas. Depois vieram os gregos, que fundaram diversas colônias na região também com objetivos comerciais. Os cartagineses (uma colônia fenícia), com a ajuda dos etruscos, conquistaram a colônia grega de Alália, na Córsega, em 535 a.C. e a Sardenha logo depois.[carece de fontes?]

## Província romana
Mesmo tendo antes assinado um tratado com Cartago, a República Romana anexou a região à força durante a Primeira Guerra Púnica. Em 238 a.C., os cartagineses, aceitando a derrota na guerra, entregaram a região, que foi organizada numa província, uma das primeiras do Mediterrâneo ocidental. As ilhas seriam governadas pelos romanos por 694 anos.[carece de fontes?]

### Relação com Roma
Mesmo os romanos considerando a região como "trivial", a Córsega e a Sardenha acabaram tendo um importante papel nos eventos imperiais. A Sardenha providenciava a maior parte do suprimento de cereais na época da República Romana enquanto a Córsega fornecia  cera, o único produto abundante na ilha.[carece de fontes?]
Os ilhéus também contribuíram indiretamente para o fim da República. Caio Mário e Lúcio Cornélio Sula Félix reassentaram seus veteranos na Córsega e utilizaram seu suprimento de cereais para financiar seus esforços de guerra. Júlio César ocupou a ilha com o mesmo objetivo e foi assim que ele alimentou seu exército durante a guerra civil de 49 a.C. Na época do Segundo Triunvirato, Otaviano recebeu as ilhas como parte de seu quinhão, utilizando também os cereais da Sardenha contra Bruto e Cássio.

### Reforma de Diocleciano e fim da Córsega e Sardenha
Quando o imperador Diocleciano (r. 284–305) reformou a administração imperial, a província de Córsega e Sardenha foi subordinada à Diocese da Itália Suburbicária, na Prefeitura pretoriana da Itália.
Em 456, os vândalos, um povo de origem germânica conquistaram a Sardenha e governaram a região por 78 anos, até 534, quando tropas bizantinas comandadas pelo general Cirilo retomaram a ilha. Durante este período, a estrutura administrativa romana aparentemente continuou funcionando. O governador ainda era chamado de praeses e continuou a gerir as funções governamentais civis, militares e judiciais seguindo os procedimentos imperiais. Em 469, Geiserico, o rei vândalo, finalmente conseguiu conquistar a ilha da Córsega e os vândalos conseguiram governá-la pelos 65 anos seguintes, período no qual a região tornou-se a principal fornecedora de madeira para a frota pirata vândala.

## Período bizantino
Em 530, um golpe de estado em Cartago removeu o rei vândalo Hilderico, um cristão convertido ao credo niceno, e colocou no seu lugar um primo, Gelimero, um ariano como a maior parte dos vândalos e Godas foi enviado para tomar a Sardenha e garantir a lealdade da ilha. Contudo, ele fez exatamente o contrário, declarando sua independência de Cartago e iniciando conversas com o imperador Justiniano, que declarou guerra a Gelimero. Em 533, o novo rei enviou o grosso do seu exército para a Sardenha para subjugar Godas, mas o resultado foi catastrófico, pois seu próprio reino acabou conquistado quando o exército bizantino, comandado por Belisário, aportou na África em sua ausência. O Reino Vândalo deixou de existir e a Sardenha retornou para o controle romano.

### Província da Sardenha
O imperador Justiniano restaurou as antigas subdivisões administrativas pré-conquista e elevou o governador-geral de Cartago à posição suprema de prefeito pretoriano, criando a Prefeitura pretoriana da África:
| “ | A partir da já mencionada cidade [Cartago], com a ajuda de Deus, sete províncias com seus próprios juízes devem ser controladas, das quais Tingi, Cartago, Bizâncio e Trípoli, anteriormente sob a jurisdição de procônsules, deverão ter governantes consular (consularis); enquanto que as outras, nomeadamente, Numídia, Mauritânia e Sardenha deverão, com a ajuda de Deus, se sujeitar a praeses. | ” |
|   | — Código de Justiniano, I.XXVII. |   |

Deve-se assumir que Mauritânia Tingitana, tradicionalmente parte da Diocese da Hispânia (na época sob o controle dos visigodos), foi temporariamente extinta enquanto província separada no esquema de Justiniano e fundida com a Mauritânia Cesariense para formar a província governada a partir de Tingi, e que "Mauritânia" se refere a Mauritânia Sitifense. É importante também notar que a Sardenha foi formalmente retirada do controle italiano e anexada pela África.
Os bizantinos comandaram a Sardenha pelos próximos 300 anos, com exceção de um breve período no qual ela foi invadida pelos ostrogodos em 551.
As datas e circunstâncias do fim do comando bizantino na Sardenha são desconhecidas. O controle de Constantinopla se manteve pelo menos até c. 650 e, depois disso, legados locais passaram a reinar de forma semi-autônoma por conta da revolta de Gregório, o Patrício, o exarca da África, e também da primeira invasão dos omíadas no norte da África. Existem algumas evidências de que a administração sênior bizantina do Exarcado da África fugiu para Cagliari depois da queda de Cartago para os árabes em 697. A perda do controle imperial sobre a África aumentou muito a quantidade de raides mouros e berberes à Sardenha a partir de 705, forçando a província a ser cada vez mais independente. A comunicação com o governo central foi ficando cada vez mais perigosa até tornar-se praticamente impossível depois da conquista muçulmana da Sicília entre 827 e 902. Uma carta do papa Nicolau I já em 864 menciona "juízes sardenhos" e não faz referência ao império; uma outra, do papa João VIII (872–882), chama-os de principes ("príncipes"). Finalmente, quando Sobre a Administração Imperial foi concluído, em 952, as autoridades bizantinas já não mais listavam a Sardinia como uma província imperial, o que sugere que ela já era considerada como perdida na época.

### Província da Córsega
Depois da conquista de Belisário, Cirilo conquistou a Córsega em 534 e a ilha foi colocada sob o comando do Prefeitura pretoriana da África. Porém, o governo de Cartago não conseguiu proteger a ilha dos ataques ostrogodos e lombardos, que avançaram pela Itália a partir do norte em 568 Depois que a África foi perdida para os omíadas em 709, o poder imperial no ocidente se deteriorou. Os sarracenos começaram a atacar a Córsega e Liuprando, o Lombardo, invadiu em 725 para impedi-los, encerrando definitivamente o controle romano na região.

## Opinião romana sobre a província
Por todo o período, Roma manteve uma relação muito objetiva com a província. As regiões costeiras de ambas foram colonizadas por romanos e adotaram a língua e cultura latinas. Porém, no interior a resistência à romanização era grande e uma variedade de revoltas e insurreições irromperam, mas, como o interior era coberto por densas florestes, os romanos simplesmente evitavam a região, chamado-a de "terra dos bárbaros"
De maneira geral, Córsega e Sardenha eram triviais quando comparadas às demais conquistas do Império Romano do Oriente na época de Justiniano. De Córsega os romanos não conseguiram muitos espólios, nem prisioneiros dispostos a se curvar a monarcas estrangeiro e nem ninguém disposto a aprender os costumes romanos. Dizia-se que "...quem comprou um corso se arrepende pelo desperdício de dinheiro". Além disso, os romanos consideravam a ilha e seu povo como atrasados e anti-higiênicos.
Foi em Córsega e Sardenha que se exilou Caio Cássio Longino, o advogado acusado de conspiração por Nerto e também Anicentus, o assassino de Vipsânia Agripina. Na época de Tibério, os judeus foram enviados para lá.